# Avraham Mordechaï Gottlieb
Pour les articles homonymes, voir Gottlieb.
 (février 2024).
La mise en forme du texte ne suit pas les recommandations de Wikipédia : il faut le « wikifier ».
Les points d'amélioration suivants sont les cas les plus fréquents. Le détail des points à revoir est peut-être précisé sur la page de discussion.
- Les titres sont pré-formatés par le logiciel. Ils ne sont ni en capitales, ni en gras.
- Le texte ne doit pas être écrit en capitales (les noms de famille non plus), ni en gras, ni en italique, ni en « petit »…
- Le gras n'est utilisé que pour surligner le titre de l'article dans l'introduction, une seule fois.
- L'italique est rarement utilisé : mots en langue étrangère, titres d'œuvres, noms de bateaux, etc.
- Les citations ne sont pas en italique mais en corps de texte normal. Elles sont entourées par des guillemets français : « et ».
- Les listes à puces sont à éviter, des paragraphes rédigés étant largement préférés. Les tableaux sont à réserver à la présentation de données structurées (résultats, etc.).
- Les appels de note de bas de page (petits chiffres en exposant, introduits par l'outil «  Source ») sont à placer entre la fin de phrase et le point final[comme ça].
- Les liens internes (vers d'autres articles de Wikipédia) sont à choisir avec parcimonie. Créez des liens vers des articles approfondissant le sujet. Les termes génériques sans rapport avec le sujet sont à éviter, ainsi que les répétitions de liens vers un même terme.
- Les liens externes sont à placer uniquement dans une section « Liens externes », à la fin de l'article. Ces liens sont à choisir avec parcimonie suivant les règles définies. Si un lien sert de source à l'article, son insertion dans le texte est à faire par les notes de bas de page.
- La présentation des références doit suivre les conventions bibliographiques. Il est recommandé d'utiliser les modèles {{Ouvrage}}, {{Chapitre}}, {{Article}}, {{Lien web}} et/ou {{Bibliographie}}. Le mode d'édition visuel peut mettre en forme automatiquement les références.
- Insérer une infobox (cadre d'informations à droite) n'est pas obligatoire pour parachever la mise en page.

Pour une aide détaillée, merci de consulter Aide:Wikification.
Si vous pensez que ces points ont été résolus, vous pouvez retirer ce bandeau et améliorer la mise en forme d'un autre article.
Le rabbin Abraham Mordechaï Gottlieb est un rabbin israélien, Rabbi et chef des communautés Ashlag à Telse Stone et Tel Aviv.
Il enseigne les méthodes du rabbin Yehuda Ashlag et du rabbin Baruch Shalom Ashlag et a compilé des dizaines de livres sur la Kabbale.

## Biographie
Gottlieb est né et a grandi à Bnei Brak. Il a appris dès son plus jeune âge auprès du rabbin Binyamin Shlomo Ashlag, l'un des rebbeim d'Ashlag.
Après avoir fui son foyer violent à l'âge de 9 ans, Gottlieb a vécu sans-abri pendant un certain temps.
A l'âge de 14 ans, il commence à étudier avec le rabbin Baruch Shalom Ashlag, le fils aîné du rabbin Yehuda Ashlag, qui était l'un de ses plus jeunes élèves.
Après 14 ans d'apprentissage auprès du rabbin Ashlag, il étudie à la Yeshivat Beit Meir auprès du rabbin Zalman Rothberg.
Avec l’approbation du Rav Ashlag, le rabbin Gottlieb commença à enseigner la Kabbale aux étudiants mariés. Gottlieb deviendra l'assistant personnel du Rav Ashlag.
En 1993, le rabbin Gottlieb quitte la ville de Bnei Brak pour s'installer à Telse Stone. Peu de temps après, il a fondé la communauté « Birkat Shalom » où il continue de donner des conférences sur la Kabbale Ashlagienne.

## Enseignements
Gottlieb, à la suite du rabbin Baruch Shalom Ashlag, enseigne la Kabbale selon la méthode du rabbin Yehuda Ashlag. La méthode kabbalistique d'Ashlag implique une analyse textuelle approfondie, similaire aux méthodes d'étude du Talmud. Dans les éditions du rabbin Gottlieb des œuvres d'Isaac Luria, les commentaires du rabbin Yehuda et de Baruch Ashlag sont utilisés de la même manière que les commentaires de Rachi et Tosafot sur le Talmud. Cette méthode a recueilli le soutien du rabbin Yitzhak Kaduri.
Sa méthode pour étudier la Kabbale consiste à étudier les mondes spirituels du point de vue du monde humain. Cela contraste avec la méthode sépharade, principalement perpétuée par les étudiants du rabbin Shalom Sharabi, qui étudient la Kabbale de manière abstraite. Cette méthode pousse l'individu à passer du « désir de recevoir » au « désir de donner ».
Ses opinions sur les questions sociales se caractérisent par un progressisme social marqué dans un contexte culturel Haredi.
Dans son approche féministe, les femmes doivient faire partie intégrante de l'action publique, de l'étude rigoureuse de la Torah et du travail indépendant, si elles le souhaitent,,.
Pour la communauté LGBT+ et les autres minorités vivant en Israël, Gottlieb plaide pour une plus grande tolérance de la part du public israélien à l’égard de ces communautés.
Gottlieb est un fervent critique du gouvernement israélien dans sa gestion de la crise climatique  et de l'industrie de la viande, et a préconisé une réduction de l'utilisation de plastiques jetables.

## Engagement social
Gottlieb donne des conférences visant à promouvoir la cohésion sociale dans la société israélienne. Il l'a fait à l' Institut Van Leer et à l'Université Bar-Ilan, ainsi que dans diverses yeshivot Dati et Haredi.
Gottlieb a rencontré et enseigné à plusieurs personnalités publiques en Israël, dont le Dr Avichai Mandelblit, Tehila Friedman, Irit Mani-Gor, le philosophe Avraham Elkayim, le Dr Boaz Huss. Il a séjourné dans la maison d'Avri Gilad.
En août 2021, Gottlieb a assisté à un mariage lesbien et a béni le couple. Le tollé dans la communauté orthodoxe a conduit Gottlieb à prendre une pause temporaire dans ses fonctions rabbiniques. Gottlieb a précisé que, même s'il n'était pas d'accord avec le mariage homosexuel sur une base halakhique, il était heureux de bénir quiconque lui demandait sa bénédiction. Gottlieb continue d'accueillir les personnes LGBT+ dans sa congrégation et critique les groupes orthodoxes qui les évitent,.
Gottlieb plaide pour une plus grande acceptation des Arabes israéliens et des Palestiniens dans la société israélienne. Il critique la discrimination contre la communauté chrétienne arabe d'Israël.
Gottlieb s'oppose à l'interdiction des transports publics le jour du Shabbat.

## Œuvres publiées
- Belevav Shalem - biographies et enseignements des rabbins Yehuda et Baruch Shalom Ashlag, ainsi que de leurs étudiants.
- Ma'agalot HaShana - articles traitant des fêtes juives et de la portion hebdomadaire de la Torah selon la méthode du rabbin Ashlag.
- Matan Torah - Divers enseignements du rabbin Baruch Shalom Ashlag, avec le commentaire du rabbin Gottlieb.
- Talmud Eser Sefirot - Une édition stylistique du commentaire du rabbin Yehuda Ashlag sur le travail du rabbin Isaac Luria.
- Hakdamot LeHokhmat HaEmet - Une compilation des travaux du rabbin Yehuda Ashlag avec des articles et des commentaires du rabbin Gottlieb.
- Petihah LeHokhmah HaKabbale
- Pri Hakham Igrot - Annotations sur les lettres du rabbin Yehuda Ashlag adressées à ses étudiants.
- Birkat Shalom Maamarim - Un recueil d'articles écrits par le rabbin Gottlieb entre 1984 et 1991.
- Brakha V'Shalom - Essais sur l'accomplissement des obligations religieuses et spirituelles de la Torah.
- Hashem Shemati Shemecha - Compilation des enseignements du rabbin Baruch Shalom Ashlag entendus par le rabbin Yehuda Ashlag.